# Ixora foliosa
Ixora foliosa là loài thực vật bụi nhỏ thuộc họ Cà phê Rubiaceae. Loài mẫu đơn này được tìm thấy ở tây Cameroon và đông Nigeria. Nó có phân bổ tự nhiên vùng cận nhiệt đới có rừng đất thấp nhiệt đới ẩm và cận nhiệt đới có rừng núi thấp nhiệt đới ẩm. Hiện tại môi trường sống trong tự nhiên của loài này đang bị đe dọa.